# Dor Daniel

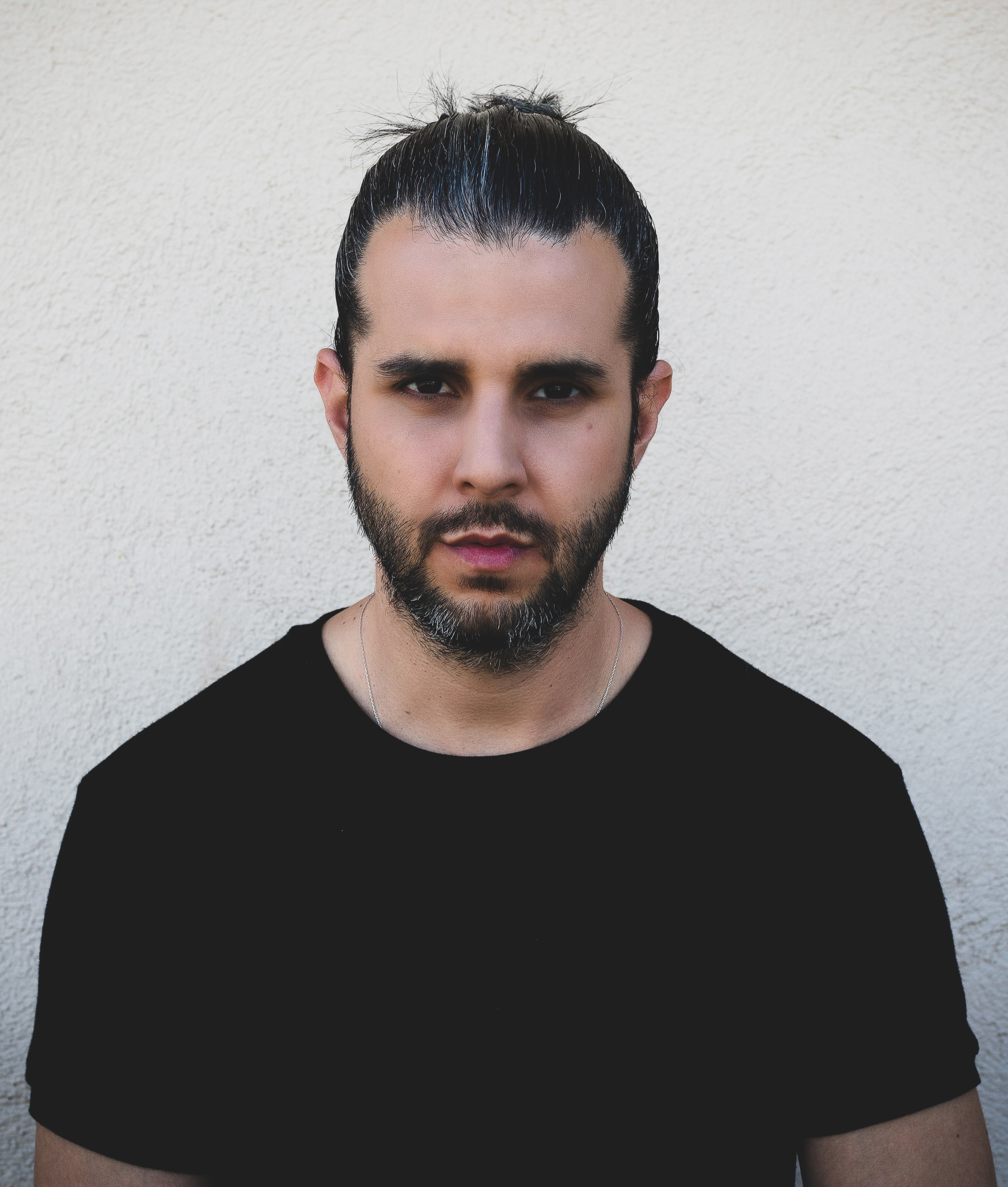
Dor Daniel (2021)

Dor Daniel (hebräisch דּוֹר דניאל; geb. am 29. August 1982) ist ein israelischer Sänger, Songwriter und Komponist.

## Leben und Wirken
Dor Daniel wuchs in Hod haScharon auf, wo er auch die Schule besuchte. 2000 veröffentlichte er im Alter von 18 Jahren seinen Debüt-Song Im Ha'iti Elohim (hebräisch אם הייתי אלוהים; dt.: Wenn ich Gott wäre). Der Song wurde im israelischen Radio ausgestrahlt. Bei den Israelischen Verteidigungsstreitkräften (IDF) war er Militärmusiker.
2005 wurde Dor Daniel mit der Single Ahawa k'tana (hebräisch אהבה קטנה, dt.: Kleine Liebe), die er mit 17 Jahren geschrieben und komponiert hatte, bekannt. Die Single erschien auf dem Album Shiri Maimon (album) der Sängerin Schiri Maimon. Aufgrund des Erfolges von Ahawa k'tana erhielt Dor Daniel von Roni Baron, dem Firmenchef von Helicon Records, ein Vertragsangebot als Songwriter. Für Shiri Maimon komponierte er auch Chelek mimecha (hebräisch חֵלֶק מִמְךָ; dt.: Ich bin ein Teil von Dir) und Attah (hebräisch אתה; dt.: Du).
Nach seinem Wehrdienst schrieb er zuerst für Harel Skaat, den er noch aus seiner Zeit bei den Israelischen Verteidigungsstreitkräften kannte. Er schrieb auch für Miri Mesika, eine Bekannte von Skaat. Für das Album von Harel Skaat komponierte er 2006 die Musik für Maschehu mimeni (hebräisch משהו ממני; dt.: Etwas von mir) zu einem Text von Smadar Schir Sidi (hebräisch סמדר שיר-סידי; geb. 10. September 1957), der Mutter seiner damaligen Freundin.
Dor Daniel schrieb und komponierte in seiner frühen Zeit für Talia Gichon (hebräisch טליה גיחון). Für Idan Janiw (hebräisch עידן יניב) komponierte er zu einem Text von Janiw die Musik für At jaffäh (hebräisch אַתְּ יָפֶה; dt. Du bist hübsch). Für Hila Zaitun (hebräisch הילה זיתון) komponierte er Tischa'er (hebräisch תִּישָּׁאֵר; dt. Bleib!) und für Maya Bouskilla (hebräisch מאיה בוסקילה) Smanim cholfim (hebräisch זְמָנִים חוֹלְפִים; dt.: Vergängliche Zeiten).
Für die israelische Fernsehserie Jaldot ra'ot (hebräisch ילדות רעות; dt.: Böse Mädchen) komponierte er das Thema Ha-Mincheret ha-Sman (hebräisch מִנְהֶרֶת הַזְמֵן; dt.: Zeittunnel).
Obwohl er als Songschreiber bekannt wurde, sah Dor Daniel sich in erster Linie als Sänger. Im April 2009 veröffentlichte er sein Debütalbum Beijn Ha'Chalomot (hebräisch בין החלומות; dt.: Zwischen den Träumen). Daniel schrieb und komponierte alle Songs auf seinem Album in Zusammenarbeit mit dem Songwriter Meir Goldberg. Die Produzenten des Albums waren die israelischen Musiker Rafi Krispin (hebräisch רפי קריספין) und Adam Fari (hebräisch אדם פרי). Zwei Singles aus dem Album wurden bereits vorab veröffentlicht: Makom Lezidech (hebräisch מקום לצידך; dt.: Platz an deiner Seite) Ende 2008 und Raziti (hebräisch רציתי; dt.: Ich wollte) zu Beginn des Jahres 2009. Die beiden Singles aus diesem Album hatten großen Erfolg, sie wurden zwei Wochen lang oft im Radio ausgestrahlt und führten die Musikcharts an. Eine weitere Single war Machar jih'jäh be-seder (hebräisch מחר יהיה בסדר; dt.: Morgen wird es in Ordnung sein).
Daniel wurde bei den „Israeli Annual Hebrew Song Charts“ (hebräisch מצעד הפזמונים העברי השנתי;) der Radiostationen Reshet Gimmel (hebräisch רשת ג') und Galgalaz (hebräisch גלגלצ) des Jahres 2009 mit dem Titel Prizat ha-Schana (hebräisch „פְּרִיצת השנה“; dt. „Durchbruch des Jahres“) ausgezeichnet.
Im März 2011 veröffentlichte Dor Daniel sein zweites Album Eser chodaschim.

## Veröffentlichungen

### Alben
| Jahr | Album             | Album Titel (in Ivrit) | deutsche Übersetzung | IL | Inhalt |
| ---- | ----------------- | ---------------------- | -------------------- | -- | --- |
| 2009 | Beijn Ha'Chalomot | בין החלומות            | Zwischen den Träumen |    | - Titel: רָצִיתִי Raziti dt.: Ich begehrte Länge: 3:48 - Titel: בין החֲלוֹמוֹת Bejin ha-Chalomot dt.: Zwischen den Träumen Länge: 3:42 - Titel: גַּם אִם לֹא Gam ihm lo en.:Even if you don’t Länge: 4:25 - Titel: מקום לצידך Makom Letzidech Länge: 3:49 - Titel: מָחָר יִהְיֶה בְּסֵדֶר Machar jijäh be-seder en.:Tomorrow it will be alright. Länge: 3:34 - Titel: אם רק היית יודעת dt. Wenn ich nur gewusst hätte Länge: 3:13 - Titel: מאבד אותך שוב Länge: 3:57 - Titel: הכל רחוק הכל איתך Länge: 3:17 - Titel: יש ימים Länge: 3:37 - Titel: שישטוף אותו Länge: 4:26 - Titel: תמונות Länge: 3:40 |
| 2011 | Eser chodaschim   | עשרה חודשים            | 10 Monate            |    | - Titel: מסתובבת בלילות Länge: 4:37 - Titel: אלף שאלות Länge: 4:00 - Titel: כולי שלך Länge: 3:23 - Titel: מטוסים גדולים Länge: 3:46 - Titel: עד מתי Länge: 4:56 - Titel: לאן Länge: 4:04 - Titel: לחבק אותך שוב Länge: 4:50 - Titel: קורא לך Länge: 4:01 - Titel: בואי אליי Länge: 6:26 - Titel: עשרה חודשים Länge: 3:49 |

### Singles
(Chartplatzierungen bei den Musikcharts von Galgalaz)
| Jahr | Song                    | Songtitel (in ivrit) | deutsche Übersetzung    | IL | IL Jährlich | Album                |
| ---- | ----------------------- | -------------------- | ----------------------- | -- | ----------- | -------------------- |
| 2008 | Makom letzidech         | מקום לצידך           | Platz an deiner Seite   | 1  | 2           | Zwischen den Träumen |
| 2009 | Rtziti                  | רציתי                | Ich wollte              | 1  | 14          | Zwischen den Träumen |
| 2009 | Beijn Ha'Chalomot       | בין החלומות          | Zwischen den Träumen    | 1  | 12          | Zwischen den Träumen |
| 2009 | Machar jih'jäh be-Seder | מחר יהיה בסדר        | Morgen wird es gut sein |    |             | Zwischen den Träumen |
| 2010 | Kore lach               | קורא לך              | Ich rufe Dich an        | 2  |             | 10 Monate            |
| 2011 | Kuli schelach           | כולי שלך             | Ich bin ganz Dein       |    |             | 10 Monate            |
| 2011 | Mistowewet Ba-Lailot    | מסתובבת בלילות       | Nachts herumhängen      |    |             |                      |
| 2011 | Le’an                   | לאן                  | Wohin?                  |    |             |                      |
| 2011 | Boi elai                | בואי אליי            | Komm zu mir             |    |             |                      |
| 2013 | Ha-Zafon Ha-Jaschan     | הצפון הישן           | Alter Norden            |    |             |                      |
| 2013 | Tmuna mishtana          | תמונה משתנה          | Wechselndes Bild        |    |             |                      |